# Franciszek Frydrychowicz
Franciszek Frydrychowicz (ur. 1820 w Koślince koło Tucholi, zm. 23 marca 1908 w Tucholi) – polski działacz społeczny.

## Życiorys
Był aktywnym działaczem narodowym i społecznym w Tucholi w czasach zaboru pruskiego. W latach 1858–1888 sprawował funkcję poborcy podatkowego. W 1868 r. założył w Tucholi Bank Ludowy. Ponadto pracował jako tłumacz w sądzie rejonowym. W 1848 r. był jednym ze współzałożycieli lokalnego stowarzyszenia Ligi Polskiej. 
Frydrychowicz był członkiem rady powiatowej w Chojnicach, gdzie działał w komisjach: reklamacji podatku klasowego, szacowania podatku budynkowego i poborowej. Przez 18 lat był członkiem rady miejskiej w Tucholi, pełniąc w niej funkcje przewodniczącego i zastępcy przewodniczącego.
Zmarł 23 marca 1908 r. w Tucholi. Jest pochowany na tucholskim cmentarzu.

## Rodzina
Urodził się w Koślince (obecnie w granicach Tucholi) jako syn tłumacza Franciszka Frydrychowicza. Jego żoną była Maria z Malinowskich, siostra językoznawcy Franciszka Ksawerego Malinowskiego.
Jego synami byli Romuald Frydrychowicz i Zenon Frydrychowicz.